# St. Martin (Ettlingen)

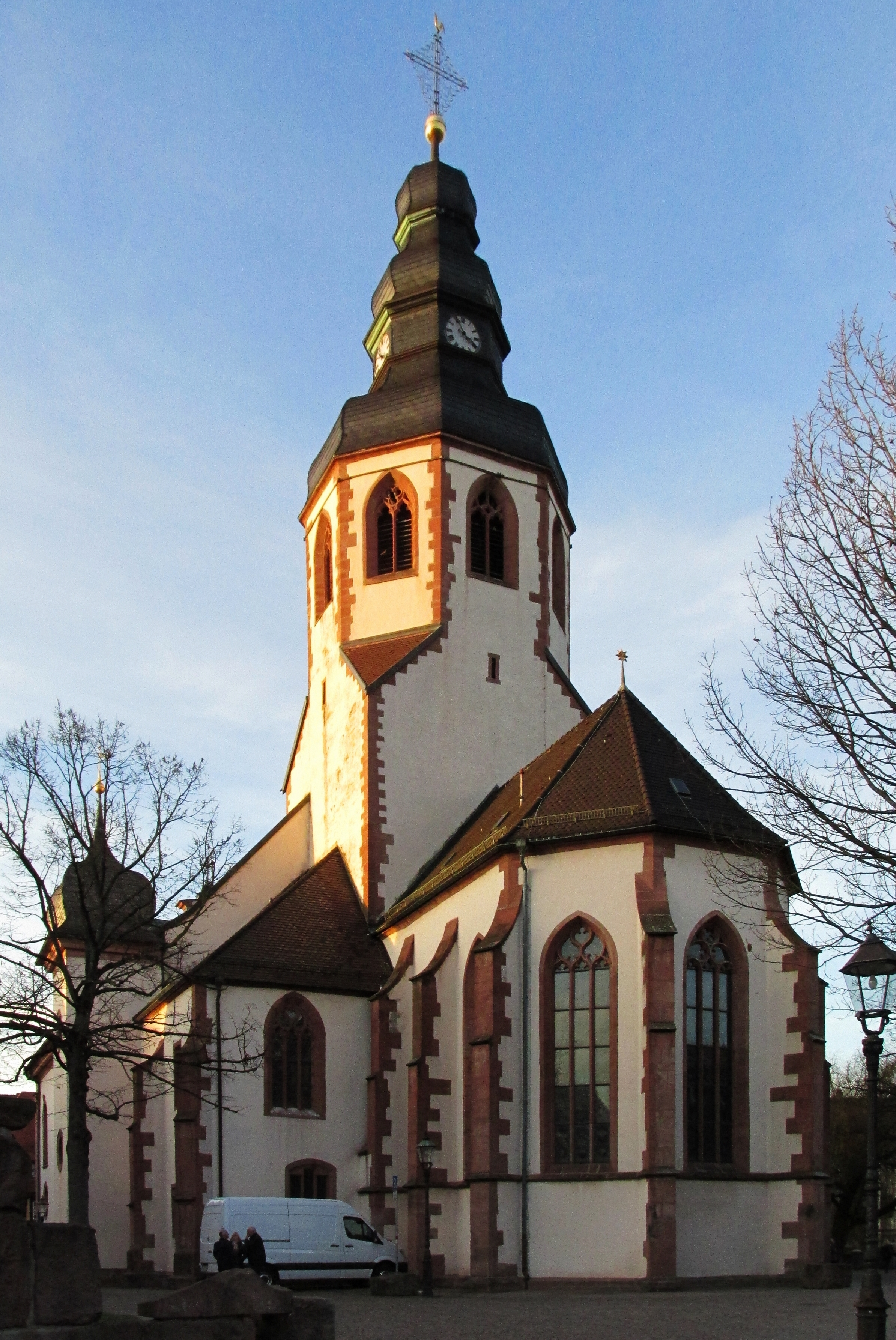
Pfarrkirche St. Martin

St. Martin ist eine denkmalgeschützte römisch-katholische Pfarrkirche in der Stadt Ettlingen südlich von Karlsruhe in Baden-Württemberg. Sie ist geprägt von einer wechselvollen Baugeschichte, die bis in die Römerzeit zurückreicht.

## Geschichte

### Romanik und Gotik
Die Ursprünge der heutigen Martinskirche, die zu den ältesten Bauten Ettlingens zählt, gehen auf die Römerzeit zurück. Davon zeugen Relikte eines um 200 n. Chr. errichteten römischen Badegebäudes im heutigen Keller der Kirche. Der Bau der Kirche als frühromanisches Gotteshaus datiert um 1120. 

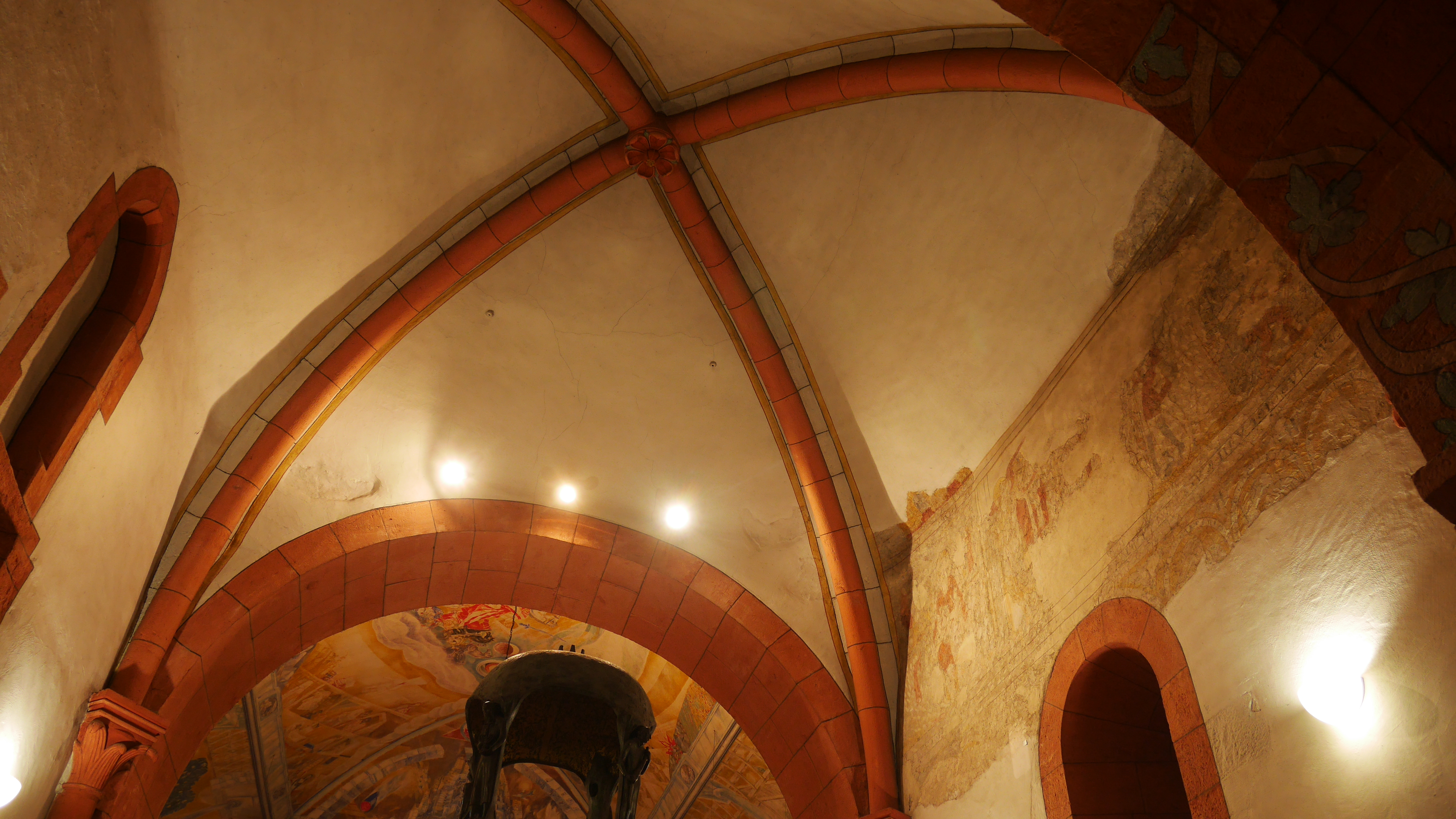
Turmgewölbe

Der untere Teil des damaligen Westturms ist bis heute erhalten. Wie der Altarraum, der vom Turmbau überwölbt wird, an dessen Innenwänden noch die romanischen Fensterlaibungen an Nord- und Südseite sichtbar sind. Nach Erweiterung des Langhauses 1246 wurde die Kirche dreischiffig. Im Zuge einer Westerweiterung 1360 wurden die Fensteröffnungen im gotischen Stil umgestaltet und der Kirchturm erhielt einen achteckigen Aufsatz mit Schallöffnungen, welche mit Maßwerk verziert wurden. Das Oktogon mit den gotischen Schallfenstern ist noch erhalten.
1459 wurde St. Martin Stiftskirche. Für die 24 Stiftsherren wurden ein Chorraum, ein Kapitelsaal und eine größere Sakristei gebaut. In dem gotischen Stiftschor befindet sich ein Wappen des Speyerer Bischofs Johann von Enzberg.

### Barockzeit
1689 wurde Ettlingen durch einen Stadtbrand infolge des Pfälzischen Erbfolgekriegs zerstört. Dadurch wurde das Langhaus der Kirche fast vollständig vernichtet, während der ausgebrannte Turm bis über die Schallfenster und der Stiftschor bis auf das Dach stehen blieb.
Der Wiederaufbau der Martinskirche erfolgte im Wesentlichen in zwei Etappen. Zwischen 1699 und 1715 wurden der Chor wiederhergestellt sowie der Turm mit der bis heute vorhandenen Haube abgedeckt und mit einem Eisenring gesichert. Von 1732 bis 1734 wurde das barocke Langhaus nach Plänen des 1732 verstorbenen Rastatter Baumeisters Johann Michael Ludwig Rohrer wiederaufgebaut. Außerdem wurden ein Westgiebel und eine Orgelempore sowie zwei Eckemporen über den Seitenaltären errichtet. Den überwiegenden Teil der Kosten trug die Markgräfin Augusta Sibylla, einen kleineren Teil das Kloster Lichtenthal. Am 19. Mai 1739 wurde die Martinskirche durch den Fürstbischof von Speyer und Kardinal Damian Hugo Philipp von Schönborn-Buchheim konsekriert.

### 19. und 20. Jahrhundert
Wegen eines angeblichen Holzwurmbefalls wurde 1874 die gesamte barocke Ausstattung entfernt. Betroffen waren der Hochaltar und die beiden Seitenaltäre sowie die Emporen.
1906 musste die Martinskirche ihren Pfarrkirchen-Status an die neu erbaute Herz-Jesu-Kirche abtreten.
Um den Kirchenbau wieder aufzuwerten, ließ der Stadtpfarrer Augustin Kast die Kirche 1930 umfangreich ausstatten. Aus Arzo im Tessin wurde eine Kommunionbank-Balustrade, aus dem bischöflichen Palais in Lugano ein Marienaltar und aus Hirschfeld im Hunsrück ein Herz-Jesu-Altar erworben. Außerdem erhielt der Chorzugang Marmorstufen.
Am 1. Oktober 1934 wurde St. Martin wieder Kuratiekirche und erhielt schließlich 1948 wieder Pfarrkirchen-Titel zurück.
Nach dem Zweiten Weltkrieg wurde die Ausstattung der Kirche nach und nach erneut erweitert. Die im Krieg schwer beschädigten Kirchenfenster wurden 1950 durch neue ersetzt. 1988 schuf der Karlsruher Maler Emil Wachter ein Deckengemälde mit Bibelthemen, die er in zeitgenössische Zusammenhänge stellte. Zwei neue Glocken, die „Rupert-Mayer-Glocke“ und die „Ökumene-Glocke“, erhielt die Kirche 1997 aus dem Erbe des verstorbenen Mesners Alfred Becker.

### Kirchengemeinde im 21. Jahrhundert
Seit dem 1. Oktober 2005 bildet St. Martin zusammen mit den Ettlinger Pfarrgemeinden Herz Jesu und Liebfrauen die Seelsorgeeinheit Ettlingen Stadt, bzw. die Römisch-Katholische Kirchengemeinde Ettlingen Stadt, in der etwa 8.000 Katholiken leben.

## Glocken
Die Kirche verfügt über ein sechsstimmiges Glockengeläut aus Bronze. Die Glocken im Einzelnen:
| Glocke | Name                | Gießer                                | Gussjahr | Gewicht | Durchmesser | Schlagton |
| ------ | ------------------- | ------------------------------------- | -------- | ------- | ----------- | --------- |
| 1      | Rupert-Mayer-Glocke | Karlsruher Glocken- und Kunstgießerei | 1997     | 3584 kg | 1850 mm     | a°+5      |
| 2      | Martinsglocke       | Glockengießerei Grüninger             | 1950     | 1700 kg | 1400 mm     | cis‘+5    |
| 3      | Marienglocke        | Allgeyer                              | 1699     | 0960 kg | 1140 mm     | e‘+3      |
| 4      | Ignatiusglocke      | Glockengießerei Grüninger             | 1950     | 0600 kg | 1010 mm     | fis‘+4    |
| 5      | Johannesglocke      | Allgeyer                              | 1699     | 0380 kg | 0840 mm     | a‘+8      |
| 6      | Ökumeneglocke       | Karlsruher Glocken- und Kunstgießerei | 1997     | 0348 kg | 0830 mm     | h‘+7      |

## Innere Ausstattung
Das heutige Kircheninnere beherbergt neben dem Hauptaltar zwei Seitenaltäre, links ein Marienaltar und rechts ein Herz-Jesu-Altar, sowie u. a. eine reich verzierte Kanzel, eine Pietà, zahlreiche Heiligenstatuen und eine Kreuzigungsgruppe.

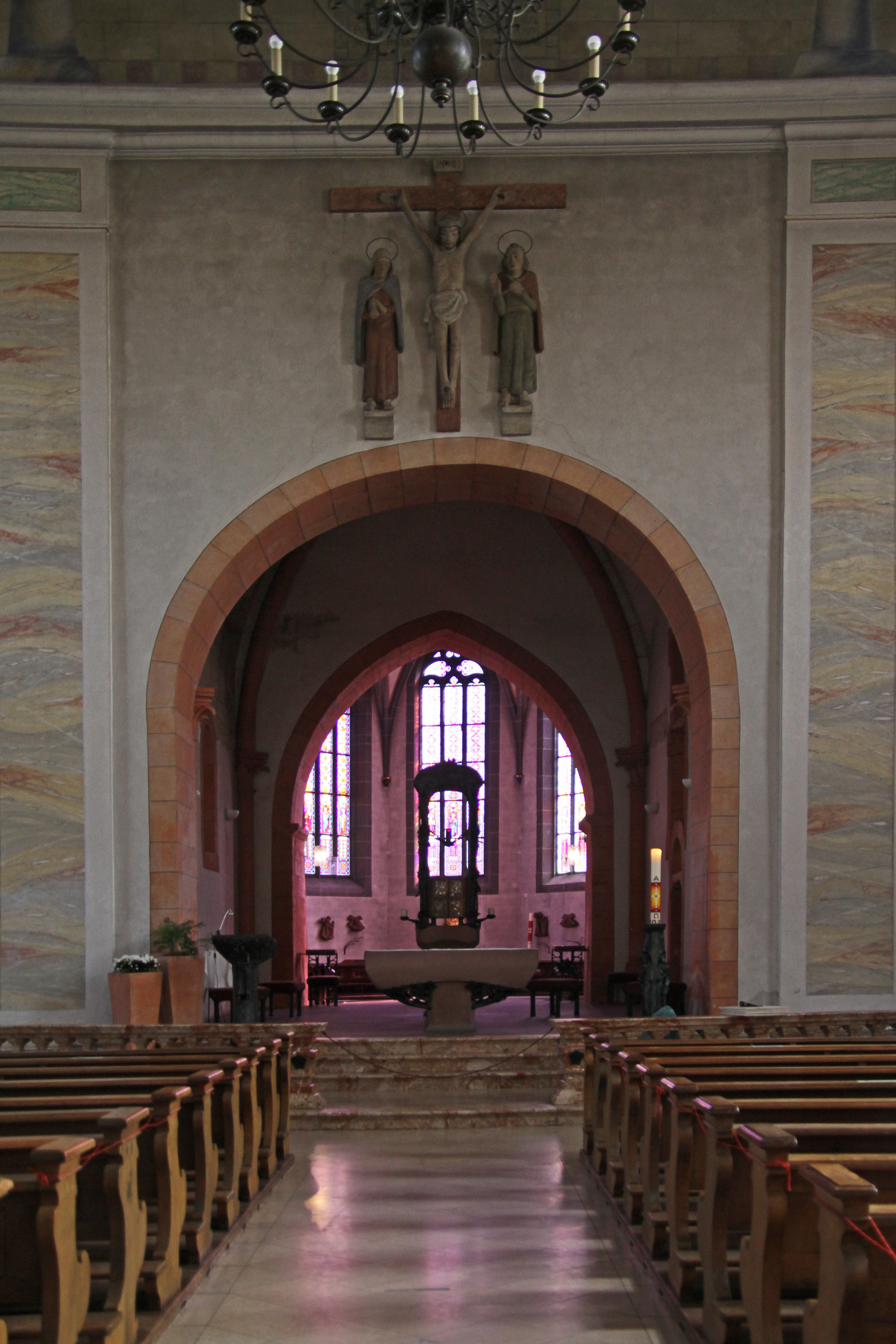
Blick auf den Chor mit Hauptaltar
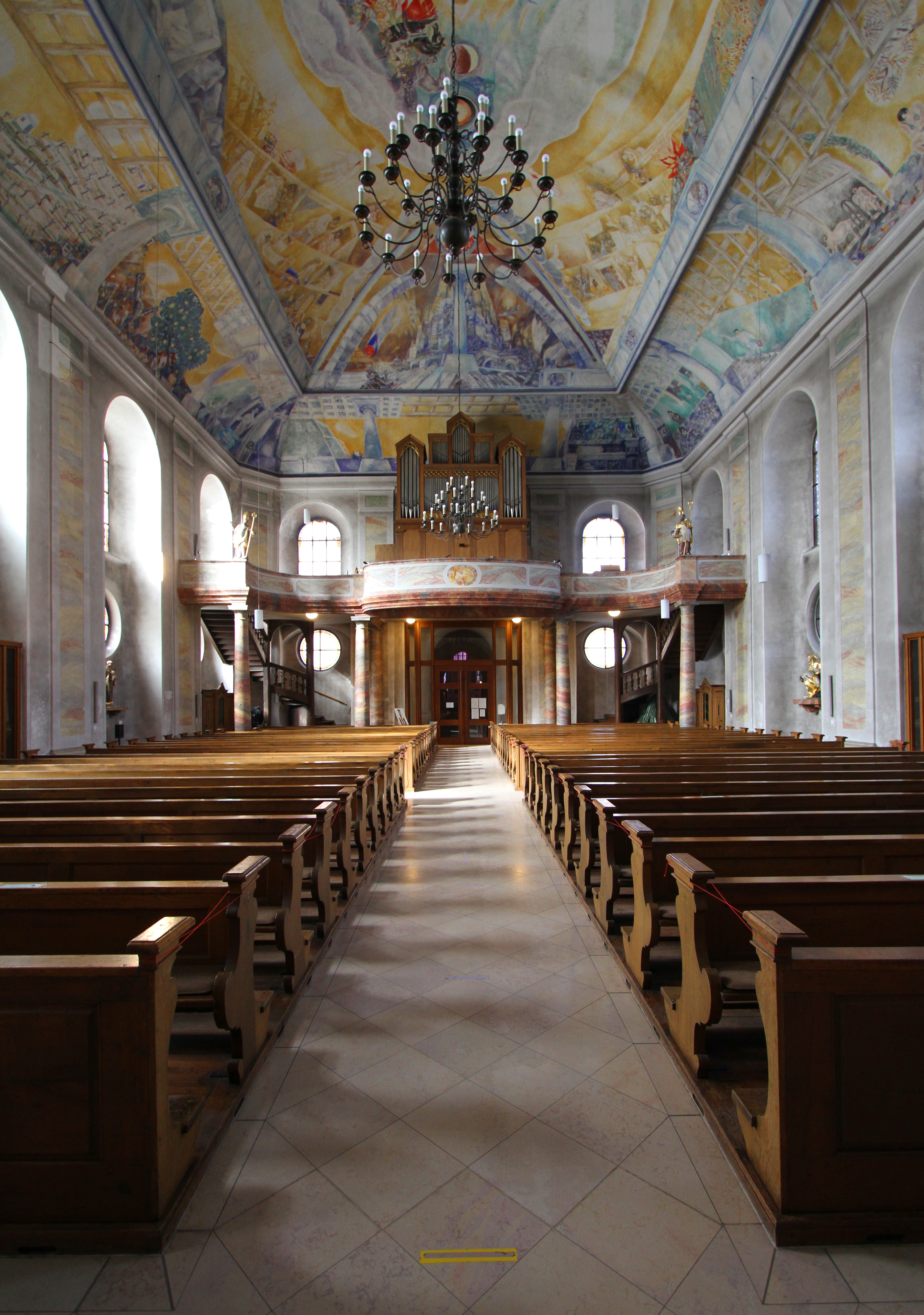
Blick auf die Orgel und die Deckenmalerei
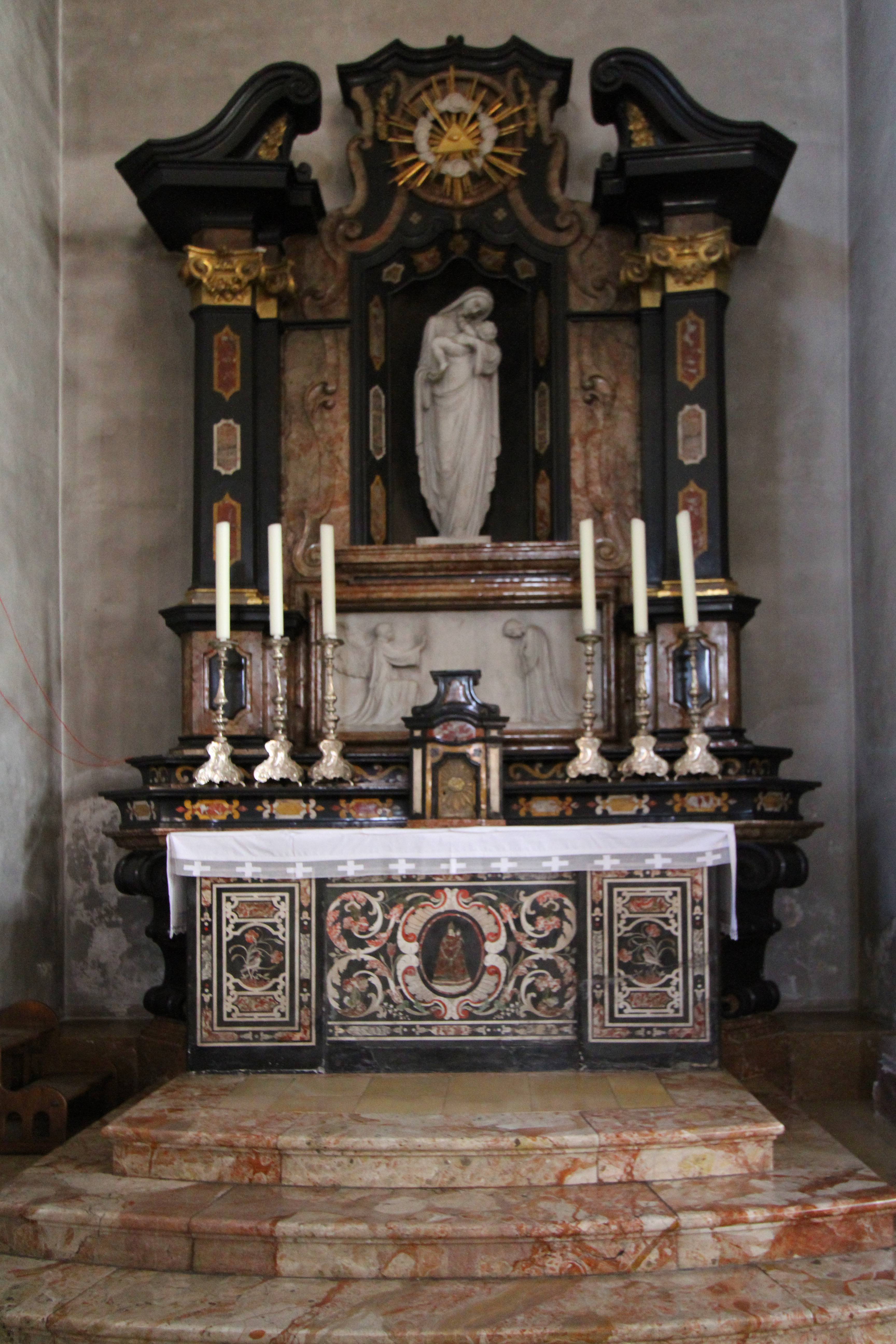
Marienaltar
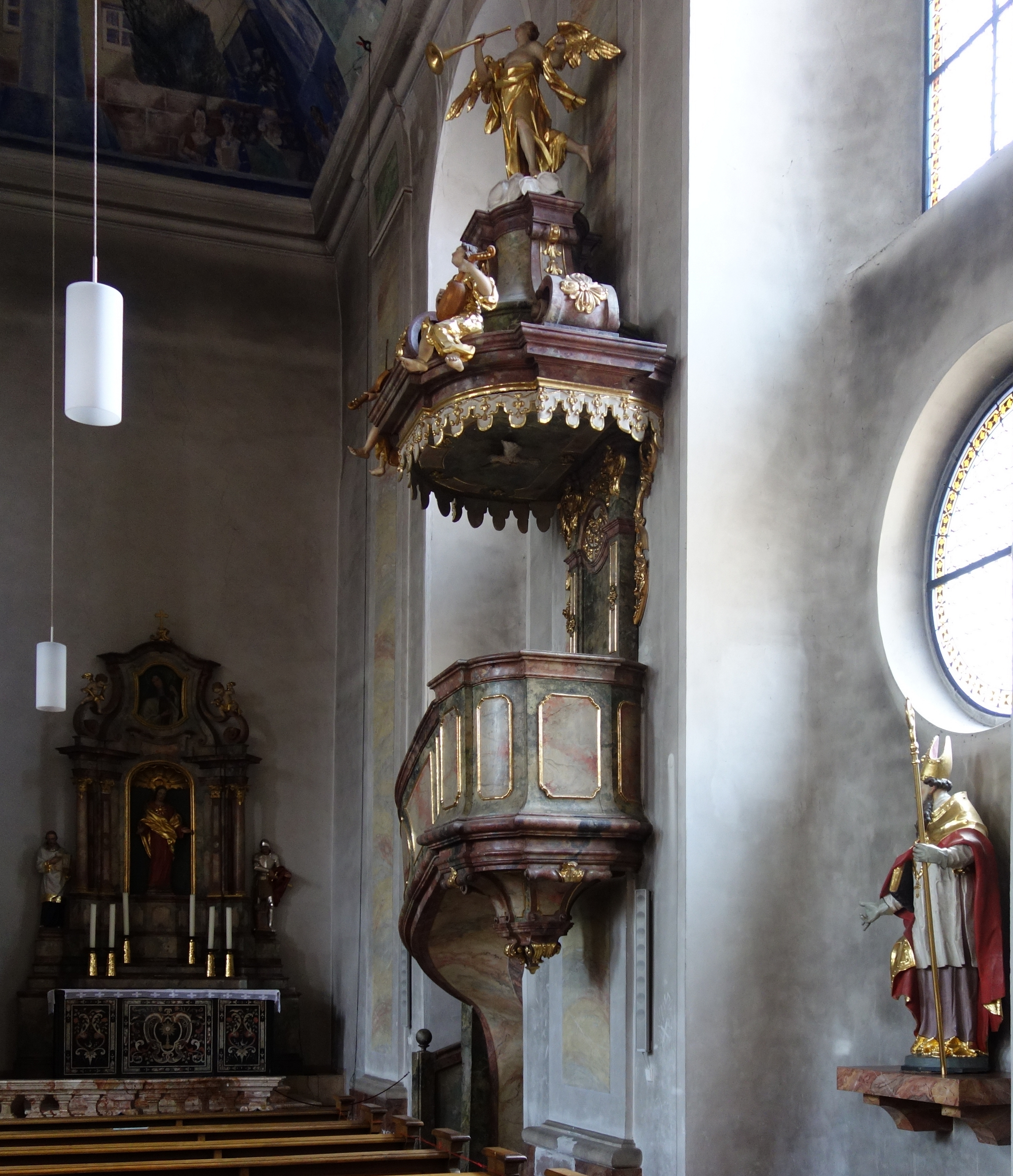
Kanzel und Herz-Jesu-Altar
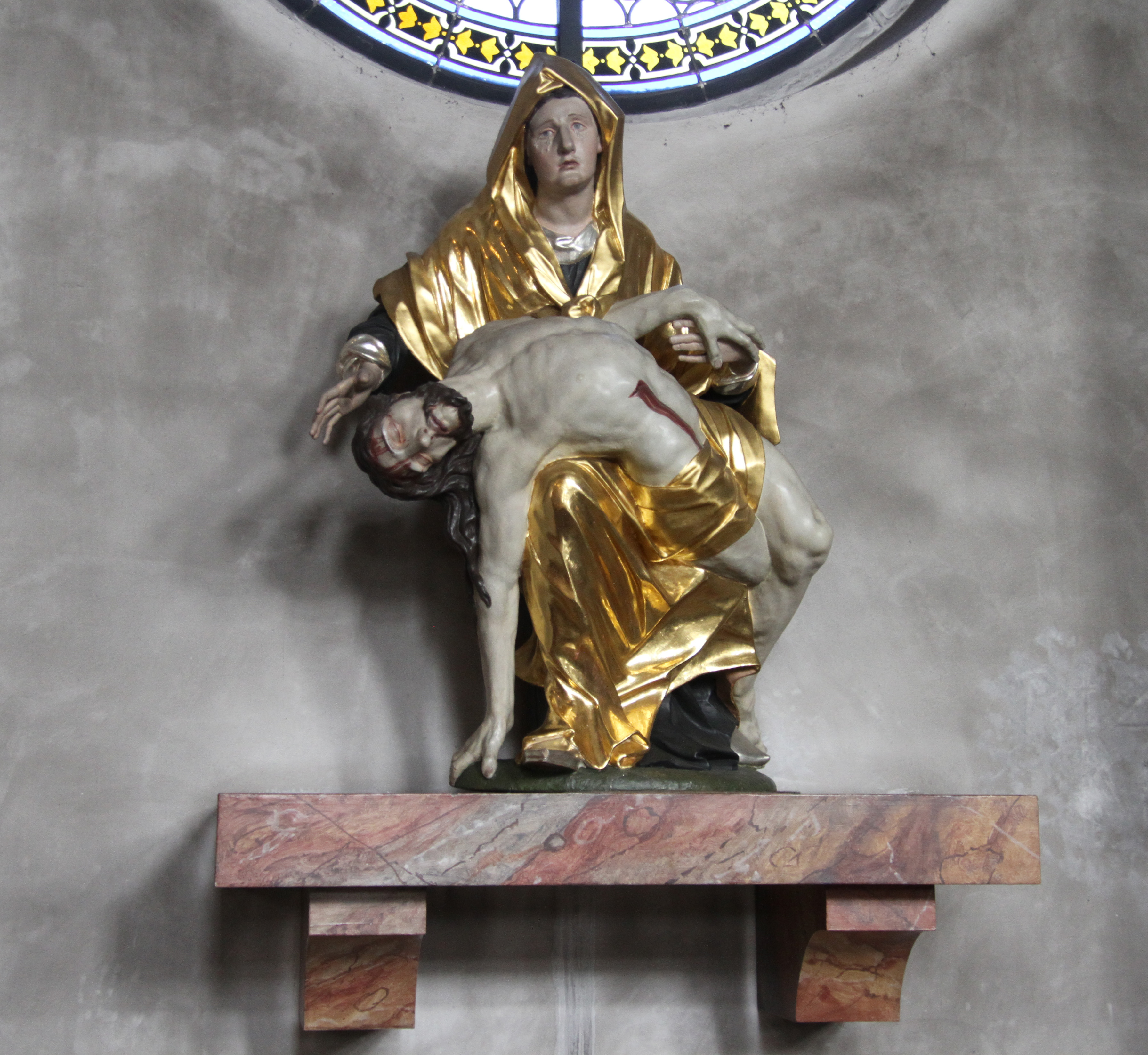
Pietà
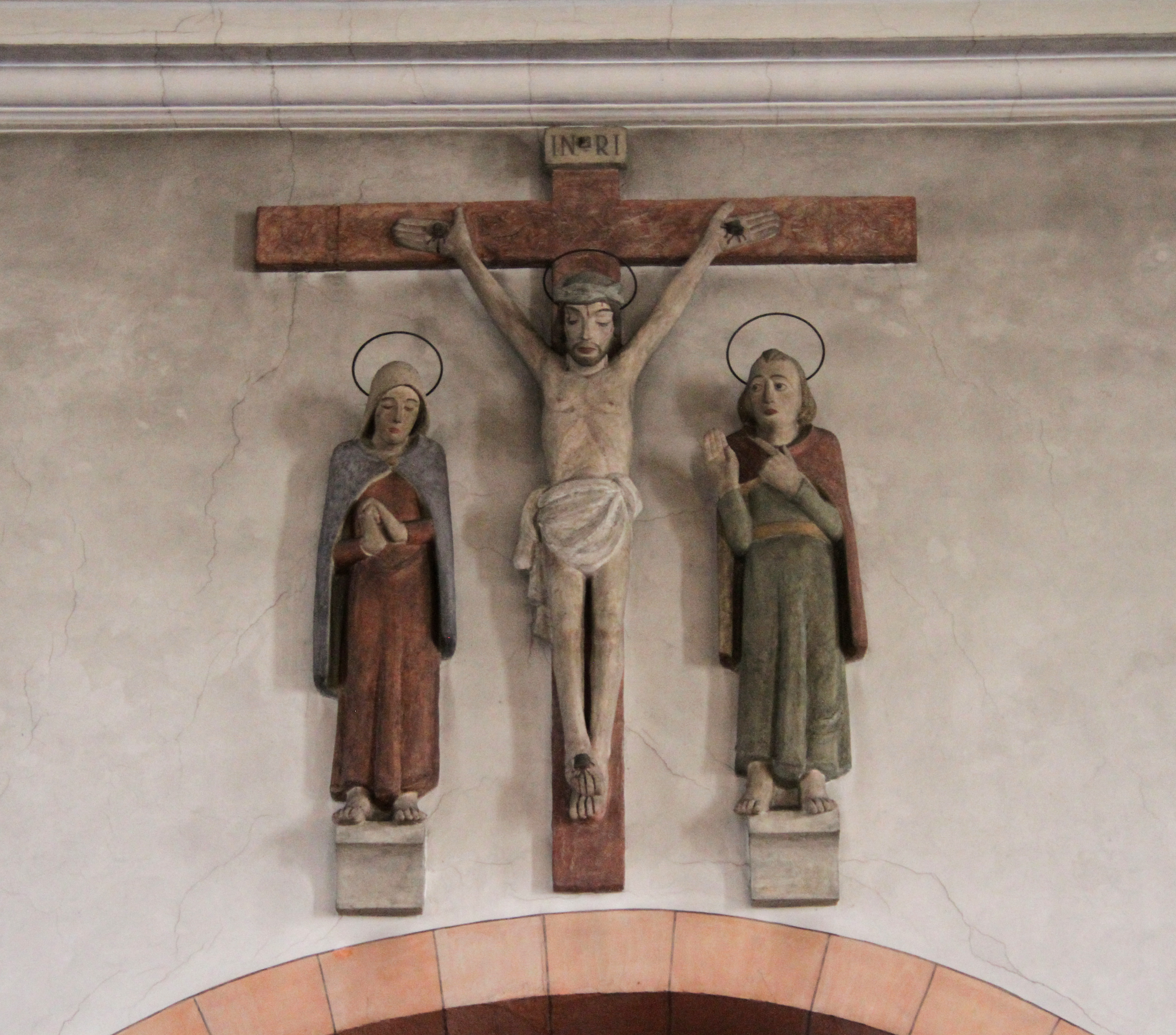
Kreuzigungsgruppe

Orgel

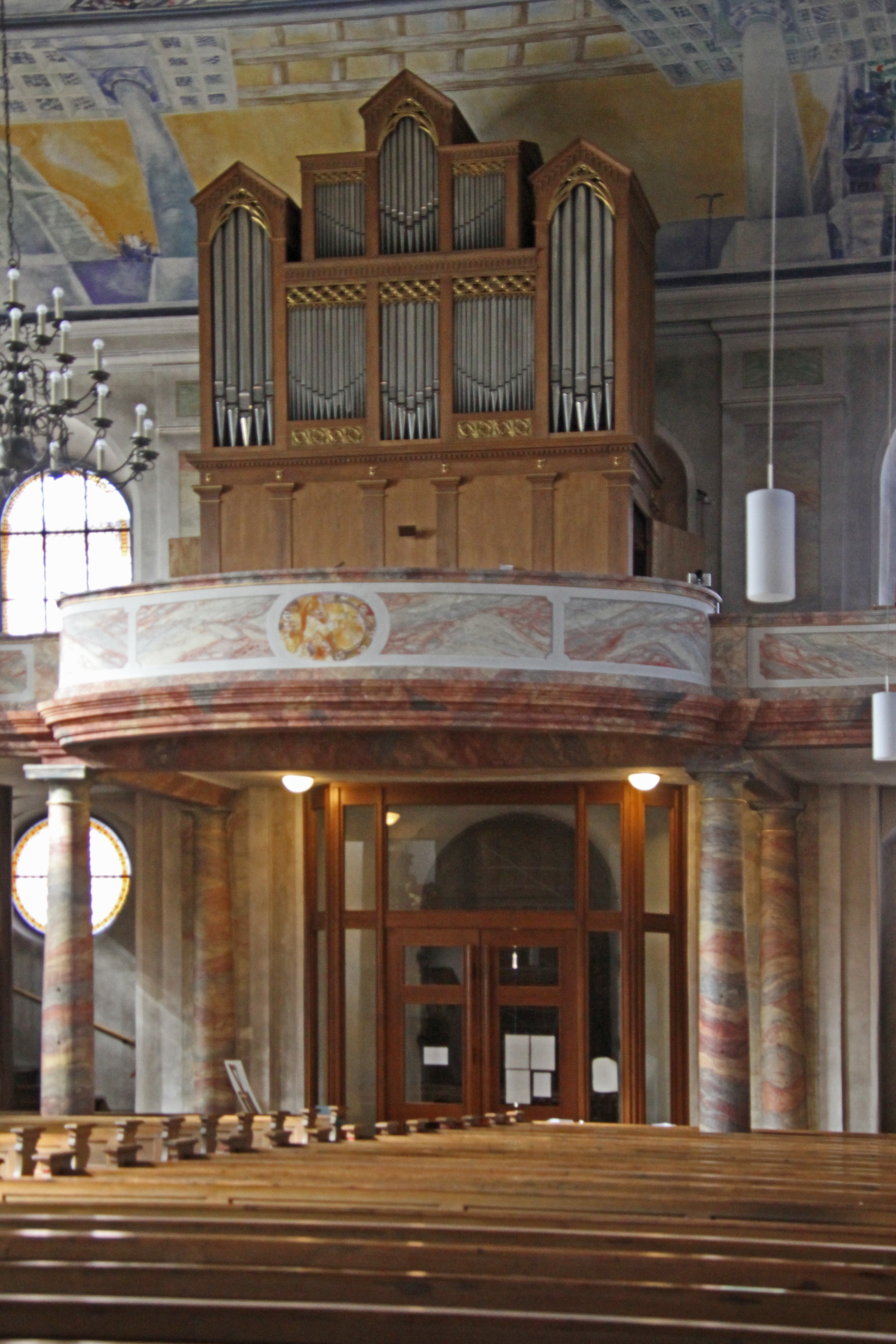
Stieffell-Orgel

Die Gebrüder Stieffell bauten 1823 eine neue Orgel für die Ettlinger Martinskirche. Sie ersetzte die alte Seuffert-Orgel von 1755, die nach Bad Langenbrücken verkauft wurde. Die neue Orgel verfügte über 31 Register, verteilt auf zwei Manuale und Pedal. 1866 wurde die Orgel von Louis Voit umgebaut. Die vorderen Pfeifen des Orgelprospekts wurden 1917 für Kriegszwecke beschlagnahmt und später durch solche aus Zink ersetzt. 1957–1958 nahm Ernst Steuer eine Generalüberholung vor. In den Jahren 1975–1976 wurde das Instrument von der Firmen Freiburger Orgelbau Hartwig und Tilmann Späth und Orgelbau Vier erneut restauriert. Das Instrument verfügt heute wie ursprünglich über 31 Register auf zwei Manualen (Hauptwerk 15, Oberwerk 10) und Pedal (6).